# Darsalam (Sénégal)
Pour les articles homonymes, voir Darsalam.
Ne doit pas être confondu avec Dar Salam ou Darsalam Chérif.
Darsalam est un village du Sénégal situé en Basse-Casamance, au nord-est de Nyassia et à proximité de la frontière avec la Guinée-Bissau. Il fait partie de la communauté rurale de Nyassia, dans l'arrondissement de Nyassia, le département de Ziguinchor et la région de Ziguinchor.
Lors du dernier recensement (2002), la localité comptait 282 habitants et 32 ménages.

## Personnalités nées à Darsalam
- Abdoulaye Baldé, homme politique
- Feu Mamadou CISSE, homme politique